# Mechanic Falls
Mechanic Falls è un comune degli Stati Uniti d'America, situato nello Stato del Maine, nella Contea di Androscoggin.